# Calusa
I Calusa [kəˈluːsə] erano una tribù di nativi americani stanziata sulla costa sud-occidentale della Florida. La loro società si sviluppò a partire da quella dei popoli arcaici che abitavano la regione delle Everglades, presenti nell'area da migliaia di anni.
Quando entrarono in contatto con gli europei nel XVI e XVII secolo, i Calusa erano rappresentanti della cosiddetta cultura Caloosahatchee. Essi avevano sviluppato una cultura complessa incentrata più sulla pesca negli estuari che sull'agricoltura. Il loro territorio si estendeva da Charlotte Harbor a Capo Sable, in quelle che oggi sono le contee di Charlotte, Lee e Collier, comprendendo anche le Florida Keys in certi periodi. Erano il più numeroso dei popoli della Florida meridionale: si stima che al momento del contatto con gli europei fossero fra i 10.000 e diverse volte di più, ma si tratta solamente di ipotesi.
I Calusa esercitarono una grande influenza culturale e politica su altre tribù della Florida meridionale, come i Mayaimi del lago Okeechobee e i Tequesta e i Jaega della costa sud-orientale della penisola. Forse l'influenza calusa si estendeva fino alla tribù degli Ais della costa centro-orientale della Florida.

## Origine del nome
Le prime fonti spagnole e francesi si riferivano alla tribù, alla sua capitale e al suo capo come Calos, Calus, Caalus e Carlos. Hernando de Escalante Fontaneda, uno spagnolo tenuto prigioniero dai Calusa nel XVI secolo, scrisse che Calusa significava «gente feroce» nella loro lingua. Fu solo all'inizio del XIX secolo che gli angloamericani della zona iniziarono a utilizzare il termine Calusa per indicare questo popolo. Esso trae origine dall'etnonimo creek e mikasuki (le lingue parlate dalle odierne nazioni Seminole e Miccosukee) usato per indicare le persone che avevano vissuto intorno al fiume Caloosahatchee (anch'esso un toponimo di lingua creek).
Juan Rogel, un missionario gesuita che visse tra i Calusa alla fine degli anni '60 del XVI secolo, annotò che il loro capo si chiamava Carlos, ma scrisse che il nome del regno era Escampaba, talvolta indicato con la grafia alternativa Escampaha. Rogel affermò anche che il nome originario del capo era Caalus, poi cambiato in Carlos dagli spagnoli. Marquardt cita una dichiarazione degli anni '70 del XVI secolo in cui si afferma che «la baia di Carlos [...] nella lingua indiana è chiamata Escampaba, dal nome del cacicco di questa città, che in seguito venne chiamato Carlos in segno di devozione all'imperatore» (Carlo V d'Asburgo). Escampaba potrebbe essere correlata a un luogo chiamato Stapaba, identificato in quest'area su una mappa dell'inizio del XVI secolo.

## Origini
I Paleondiani raggiunsero quella che oggi è la Florida almeno 12.000 anni fa. A partire dal 5000 a.C. circa gli abitanti iniziarono a vivere in villaggi nei pressi delle zone umide. I siti preferiti furono probabilmente occupati per più generazioni. Il clima della Florida e il livello del mare divennero più o meno simili a quelli attuali intorno al 3000 a.C. Gli abitanti occupavano indistintamente sia le zone umide di acqua dolce che di acqua salata. A causa della loro dipendenza alimentare dai frutti di mare, durante questo periodo accumularono grandi cumuli di conchiglie. Molti abitanti vivevano in grandi villaggi, spesso situati su terrapieni appositamente costruiti, come a Horr's Island. I locali iniziarono a fabbricare oggetti in terracotta a partire dal 2000 a.C.
Più o meno intorno al 500 a.C., la cultura arcaica, che fino ad allora aveva mostrato caratteri pressoché uniformi in tutta la Florida, iniziò a trasformarsi in culture regionali più distinte. Alcuni manufatti arcaici sono stati trovati anche nella regione successivamente occupata dai Calusa, come in un sito del periodo arcaico antico risalente a prima del 5000 a.C. Le prove indicano che gli abitanti sfruttavano intensamente le risorse acquatiche di Charlotte Harbor prima del 3500 a.C. Ceramiche non decorate appartenenti alla prima cultura Glades comparvero nella regione intorno al 500 a.C. Il tipo di ceramica prodotta nella regione iniziò a differenziarsi da quello proprio della tradizione Glades intorno al 500 d.C., segnando l'inizio della cultura Caloosahatchee. Questa, cui apparteneva il popolo dei Calusa, durò fino al 1750 circa. A partire dall'880 si sviluppò una società complessa con un'elevata densità demografica. I periodi successivi della cultura Caloosahatchee vengono definiti nella tradizione archeologica sulla base dell'apparizione di ceramiche di altre tradizioni.
La cultura Caloosahatchee abitava la costa occidentale della Florida da Estero Bay a Charlotte Harbor, spingendosi nell'entroterra più o meno fino a metà della distanza che separa il litorale dal lago Okeechobee, coprendo più o meno il territorio delle attuali contee di Charlotte e di Lee. All'epoca del primo contatto con gli europei, la regione della cultura Caloosahatchee costituiva il nucleo del dominio calusa. I manufatti legati alle attività di pesca sono cambiati lentamente durante questo periodo, senza evidenti interruzioni nella tradizione che potrebbero indicare un ricambio della popolazione.
Tra il 500 e il 1000, la ceramica non decorata e temperata con la sabbia che era stata comune nella zona venne sostituita dalla cosiddetta ceramica «Belle Glade», realizzata con argilla contenente spicole di spugne d'acqua dolce (Spongilla) e comparsa per la prima volta nell'entroterra in siti sulle sponde del lago Okeechobee. Questo cambiamento potrebbe essere dovuto alla migrazione di individui dall'interno verso la regione costiera o potrebbe riflettere influenze commerciali e culturali. In seguito sarebbero stati pochi i cambiamenti per quanto riguarda la tradizione della ceramica. I Calusa discendevano da individui che avevano vissuto nell'area per almeno 1000 anni o forse più prima del contatto con gli europei.

## Società

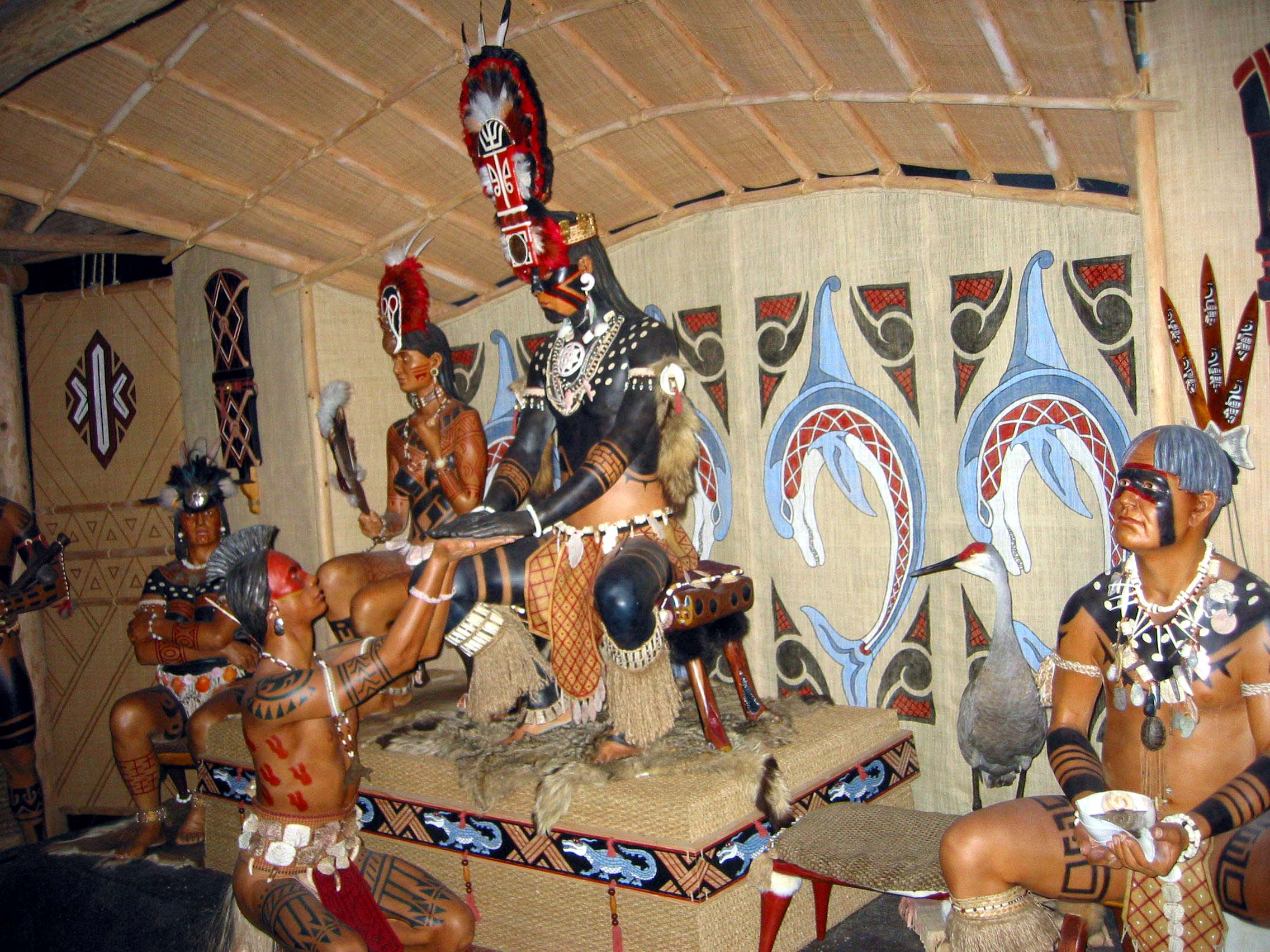
Diorama della capanna di un capo calusa (Florida Museum of Natural History).

Quella dei Calusa era una società stratificata, composta da «gente comune» e da «nobili», per utilizzare i termini dei cronisti spagnoli. Sebbene non ci siano prove dell'esistenza di una schiavitù istituzionalizzata, gli studi indicano che i Calusa utilizzavano i prigionieri nei lavori pesanti o addirittura nei sacrifici. La tribù era governata da alcuni capi, che vivevano del frutto del lavoro della maggioranza dei Calusa. Tra questi vi erano il capo supremo, o «re»; un capo militare (capitán general in spagnolo); e un sommo sacerdote. La capitale dei Calusa, la sede da cui i governanti amministravano il potere, era Mound Key, vicino all'odierna Estero. Nel 1566 un testimone oculare scrisse che la «casa del re» a Mound Key era grande abbastanza da «ospitare 2 000 persone». Nel 1564, secondo una fonte spagnola, il sacerdote era il padre del capo e il capo militare era suo cugino. Gli spagnoli hanno documentato quattro casi noti di successione alla carica di capo supremo, registrando la maggior parte dei nomi nella forma spagnola. Senquene successe a suo fratello (di cui non sappiamo il nome), e a lui successe il figlio Carlos. A Carlos successe suo cugino (e cognato) Felipe, a cui successe un altro cugino di Carlos, Pedro. Gli spagnoli riferiscono che una delle mogli del capo doveva essere sua sorella. Gli archeologi contemporanei MacMahon e Marquardt ritengono che questa affermazione potrebbe essere nata da un malinteso sull'obbligo di sposare una «sorella di clan»; il capo, infatti, sposava anche donne provenienti da città soggette e tribù alleate. Questo utilizzo dei matrimoni per assicurarsi alleanze venne dimostrato quando Carlos offrì sua sorella Antonia in sposa all'esploratore spagnolo Pedro Menéndez de Avilés nel 1566.

## Cultura materiale

### Alimentazione
La dieta dei Calusa stanziati negli insediamenti lungo la costa e gli estuari consisteva principalmente di pesce, in particolare saraghi (Lagodon rhomboides), grugnitori (Orthopristis chrysoptera) e pesci gatto (Ariopsis felis). A questi piccoli pesci venivano aggiunti pesci ossei più grandi, squali e razze, molluschi, crostacei, anatre, tartarughe marine e terrestri e altri animali terricoli. Quando Pedro Menéndez de Avilés li visitò nel 1566, i Calusa servirono agli spagnoli solo pesce e ostriche. Un'analisi dei resti animali nel sito di un insediamento costiero, Wightman (a Sanibel Island), ha dimostrato che oltre il 93% della dieta animale proveniva da pesci e frutti di mare, meno del 6% da mammiferi e meno dell'1% da uccelli e rettili. Al contrario, in un sito nell'entroterra, Platt Island, i mammiferi (principalmente cervi) rappresentavano oltre il 60% della dieta animale, mentre il pesce forniva poco meno del 20%.
Alcuni autori hanno ipotizzato che i Calusa coltivassero il mais e la cicadacea Zamia integrifolia a scopo alimentare, ma Widmer sostiene al contrario che le prove a favore di questa teoria sarebbero valide solo se le spedizioni di Narváez e de Soto fossero sbarcate a Charlotte Harbor piuttosto che nella baia di Tampa, come oggi ritiene la maggioranza degli storici. Nessun granello di polline di Zamia è mai stato trovato in un sito associato ai Calusa, né questa pianta cresce nelle zone umide dove viveva la maggior parte di loro. Marquardt sottolinea che i Calusa rifiutarono l'offerta di attrezzi agricoli fatta loro dagli spagnoli, dicendo che non ne avevano bisogno. Anche se non coltivavano, i Calusa raccoglievano una grande varietà di bacche selvatiche, frutti, noci, radici e parti di altre piante. Widmer cita la stima effettuata da George Murdock, secondo cui solo il 20% circa della dieta dei Calusa era costituita da piante selvatiche raccolte. Anche se nel sito di Wightman non sono state raccolte prove a sostegno del consumo di cibo di origine vegetale, in altri luoghi, come Sanibel Island e Useppa Island, gli scavi archeologici hanno rivelato prove indicanti che i Calusa consumassero effettivamente piante selvatiche come il palmetto, il fico d'India, i frutti di Ximenia americana, le ghiande, la papaya selvatica e i peperoncini. Altre prove indicano anche che già 2000 anni fa i Calusa coltivavano le zucche della specie Cucurbita pepo e la zucca da vino, che venivano utilizzate per realizzare galleggianti o pesi per le reti da pesca.

### Utensili

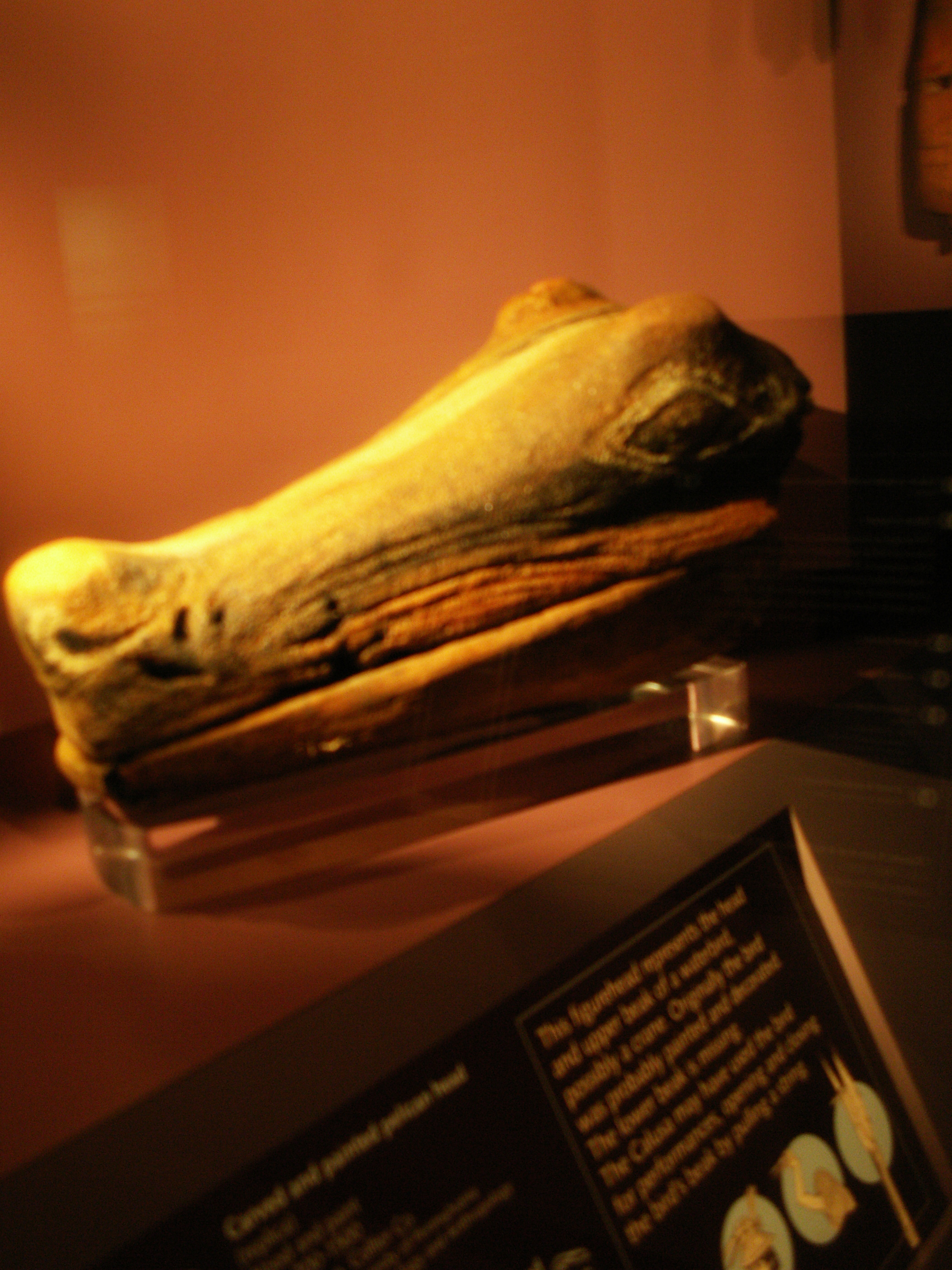
Testa scolpita di alligatore.

I Calusa catturavano la maggior parte dei pesci con le reti. Queste presentavano quasi sempre maglie delle stesse dimensioni: solo in certe stagioni venivano utilizzate reti con maglie di dimensioni differenti per catturare le specie di pesci più abbondanti e facilmente accessibili. I Calusa realizzavano strumenti in osso e conchiglia che usavano per tessere le reti. Le zucche coltivate venivano usate come galleggianti, mentre i pesi per tenere le reti sul fondo erano realizzati con conchiglie. I Calusa usavano anche lance, ami e lacci per catturare i pesci. Reti, galleggianti e ami ben conservati sono stati trovati a Key Marco, nel territorio abitato dalla vicina tribù dei Muspa.
Conchiglie e legno venivano usati per fabbricare strumenti per martellare e battere, mentre conchiglie e denti di squalo venivano usati per grattugiare, tagliare, intagliare e incidere. Le reti erano realizzate con corde ricavate da fibre di palma intrecciate, ma anche da foglie di palmetto, tronchi di palma nana americana, muschio spagnolo, falso sisal (Agave decipiens) e corteccia di cipressi e salici. I Calusa realizzavano anche nasse, trappole e recinti per i pesci con legno e corda. Tra i manufatti in legno che sono stati trovati vi sono ciotole, ornamenti per le orecchie, maschere, placche, «stendardi ornamentali» e una testa di cervo finemente scolpita. Le placche e altri oggetti venivano spesso dipinti. Finora non è mai stata rinvenuta una piroga calusa, ma si ritiene che tali imbarcazioni venissero realizzate scavando il tronco di cipressi o pini, come quelle di altre tribù della Florida. Per modellare una piroga gli artigiani bruciavano la parte centrale del tronco, per poi tagliare e rimuovere la parte carbonizzata con robusti strumenti fatti di conchiglia. Nel 1954 una di queste piroghe venne rinvenuta durante gli scavi per costruire una scuola media a Marathon. Mal conservata e in pessimo stato, è ora esposta al centro naturalistico locale; malgrado le prime speculazioni, non si ritiene essere di origine calusa.

### Abitazioni
I Calusa vivevano in grandi case comuni alte due piani. Quando Pedro Menéndez de Avilés ne visitò la capitale nel 1566, descrisse la casa del capo come grande abbastanza da contenere comodamente 2 000 persone, il che suggerisce che venisse utilizzata anche come sede per i consigli. Quando il capo ricevette formalmente Menéndez nella sua dimora, si sedette su un sedile rialzato circondato da 500 dei suoi uomini, mentre sua sorella-moglie sedeva su un altro sedile rialzato circondata da 500 donne. La casa del capo venne descritta come dotata di due grandi finestre, il che lascia intendere che avesse anche delle pareti. Cinque frati che soggiornarono nella casa del capo nel 1697 si lamentarono che il tetto lasciava entrare pioggia, sole e rugiada. La casa del capo, e forse le altre case di Calos, erano costruite in cima a cumuli di terra. In un rapporto del 1697, gli spagnoli annotarono che c'erano 16 case nella capitale del Calusa, Calos, che aveva 1 000 abitanti.

### Abbigliamento e monili

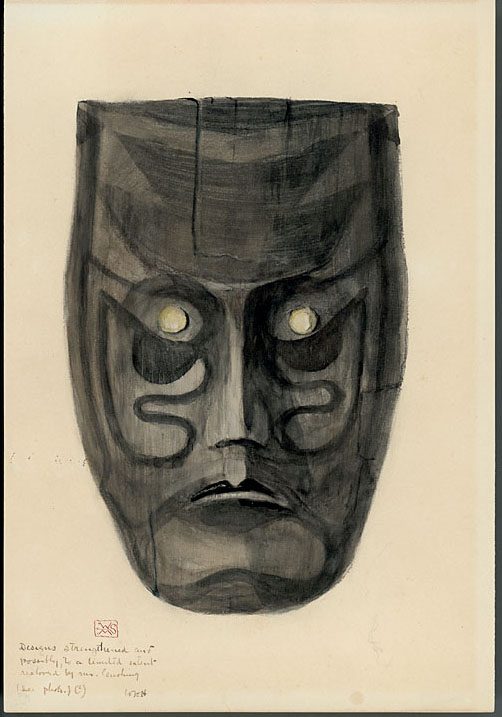
Acquerello di una maschera rinvenuta a Key Marco, realizzata dai Calusa o da una tribù strettamente imparentata.

I Calusa avevano pochi abiti. Gli uomini indossavano un perizoma di pelle di cervo. Per quanto riguarda l'abbligliamento femminile, gli spagnoli hanno lasciato meno descrizioni, ma le donne della maggior parte delle tribù della Florida di cui abbiamo più informazioni indossavano gonnellini fatte con quello che in seguito sarebbe stato chiamato muschio spagnolo. I Calusa dipingevano regolarmente i loro corpi, ma i tatuaggi erano sconosciuti. Gli uomini portavano i capelli lunghi. I missionari affermarono che per un calusa tagliarsi i capelli dopo la conversione al cristianesimo (e l'adozione di uno stile di vita europeo) era considerato un grande sacrificio. Durante la visita di Menéndez de Avilés nel 1566, la moglie del capo indossava perle, pietre preziose e perline d'oro intorno al collo. L'erede del capo, invece, portava un ornamento d'oro sulla fronte e perline alle gambe.
Sono state rinvenute diverse delle maschere cerimoniali o comunque decorative descritte in precedenza dagli spagnoli che per primi incontrarono i Calusa. Alcune di queste maschere erano dotate di parti mobili di modo che, chi le indossava, ne potesse modificare l'aspetto grazie ad appositi tiranti e cardini.

### Religione
I Calusa credevano che il mondo fosse governato da tre entità soprannaturali, che le persone avessero tre anime e che le anime migrassero nel corpo degli animali dopo la morte. L'entità più potente governava il mondo fisico, la seconda dominava sugli uomini e l'ultimo si occupava delle guerre, scegliendo quale delle due parti avrebbe vinto. I Calusa ritenevano che le tre anime di un uomo risiedessero nella pupilla degli occhi, nella sua ombra e nel suo riflesso. L'anima nella pupilla rimaneva con il corpo dopo la morte e gli altri Calusa si consultavano con lei sulla tomba. Le altre due anime, dopo la morte, lasciavano il corpo ed entravano in quello di un animale; se un Calusa uccideva quest'animale, l'anima migrava verso un animale di rango inferiore e alla fine si riduceva al nulla.
Le cerimonie calusa erano accompagnate da processioni di sacerdoti e donne che cantavano. I sacerdoti indossavano maschere scolpite, che di solito venivano tenute appese alle pareti all'interno di un tempio. Hernando de Escalante Fontaneda, che ci ha lasciato alcune delle prime notizie sui Calusa, descrisse «stregoni simili a diavoli, con alcune corna in testa», che correvano per la città gridando come animali per quattro mesi di seguito.
I Calusa rimasero fedeli al loro sistema di credenze nonostante i tentativi degli spagnoli di convertirli al cattolicesimo. I «nobili» furono restii alla conversione anche perché il loro potere e status sociale erano intimamente legati al sistema di credenze: essendo intermediari tra gli dei e il popolo, la conversione avrebbe distrutto la fonte della loro autorità e legittimità. I Calusa resistettero alle intrusioni territoriali e alle conversioni degli spagnoli e dei loro missionari per quasi 200 anni. Infine, decimata dalle malattie, la tribù venne distrutta dai razziatori Creek e Yamasee all'inizio del XVIII secolo.

## Lingua
La lingua dei Calusa è poco conosciuta. Una dozzina di parole per le quali sono state registrate le traduzioni e 50 o 60 toponimi costituiscono l'intero corpus conosciuto. Sulla base delle testimonianze raccolte, soprattutto da Hernando de Escalante Fontaneda, si ritiene che tutti i popoli della Florida meridionale e della zona della baia di Tampa, inclusi i Tequesta, i Mayaimi e i Tocobago, così come i Calusa, parlassero dialetti di una singola lingua comune. Questa era distinta dalle lingue degli Apalachee, dei Timucua, dei Mayaca e degli Ais della Florida centrale e settentrionale. Julian Granberry ha ipotizzato che la lingua calusa fosse imparentata con la lingua tunica della bassa valle del Mississippi.

### Vocabolario
Di seguito sono elencati alcuni vocaboli tratti dal lavoro di Granberry:
- tepe «unire»
- kuči «distruggere»
- ñoka «guerra»
- ño «villaggio»
- śahka «albero»
- mayai «dall'altro lato»

### Suoni
Granberry ha fornito un inventario di fonemi ai suoni della lingua calusa.
Consonanti
|               | Labiale | Apicale | Palatale | Velare | Glottidale |
| ------------- | ------- | ------- | -------- | ------ | ---------- |
| Occlusiva     | p       | t       | tʃ       | k      | ʔ          |
| Fricativa     |         | s       |          |        | h          |
| Rhotic        |         | r       |          |        |            |
| Nasale        | m       | n       | ɲ        |        |            |
| Laterale      |         | l       |          |        |            |
| Approssimante | w       |         | j        |        |            |

Vocali
|              | Anteriore | Centrale | Posteriore |
| ------------ | --------- | -------- | ---------- |
| Chiusa       | i         |          | u          |
| Quasi chiusa | e         |          | o          |
| Quasi aperta | ɛ         |          | ɔ          |
| Aperta       |           | a        |            |

Il suono della /s/ [s̠] era intermedio tra quello di una /s/ e di una /ʃ/.

## Contatti con gli europei

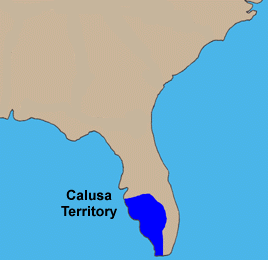
Il territorio occupato dai Calusa.

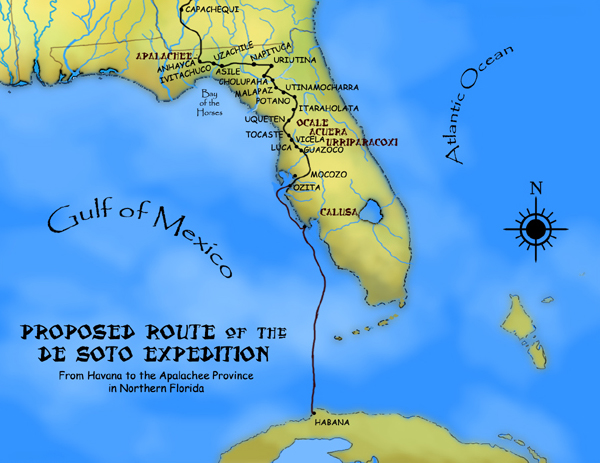
L'itinerario di de Soto e i gruppi indigeni che incontrò.

Il primo contatto registrato tra i Calusa e gli europei risale al 1513, quando Juan Ponce de León sbarcò sulla costa occidentale della Florida a maggio, probabilmente alla foce del fiume Caloosahatchee, dopo la sua precedente scoperta della Florida in aprile. I Calusa, tuttavia, conoscevano gli spagnoli già prima del loro sbarco, perché avevano accolto tra di loro alcuni nativi fuggiti dall'isola di Cuba, ormai in mano alla Spagna. Gli spagnoli si fermarono per carenare una delle loro navi e i Calusa si offrirono di commerciare con loro. Dopo dieci giorni un uomo che parlava spagnolo si avvicinò alle navi di Ponce de León con la richiesta di attendere l'arrivo del capo calusa. Poco dopo venti canoe da guerra attaccarono gli Spagnoli, che riuscirono a scacciare i Calusa, uccidendone o catturandone molti. Il giorno dopo ottanta canoe protette da scudi attaccarono le navi spagnole, ma la battaglia fu inconcludente. Gli spagnoli partirono e tornarono a Porto Rico. Nel 1517 Francisco Hernández de Córdoba sbarcò nel sud-ovest della Florida durante il suo viaggio di ritorno dalla scoperta dello Yucatán. Anche lui fu attaccato dai Calusa. Nel 1521 Ponce de León tornò nella regione per fondare una colonia, ma i Calusa cacciarono gli spagnoli e lui stesso fu ferito a morte.
Le spedizioni di Pánfilo de Narváez del 1528 e di Hernando de Soto del 1539 sbarcarono entrambe nelle vicinanze della baia di Tampa, a nord del territorio dei Calusa. I missionari domenicani raggiunsero le loro terre nel 1549, ma si ritirarono a causa della loro ostilità. Alcuni naufraghi e varie merci recuperate dalle navi spagnole arenate raggiunsero i Calusa negli anni '40 e '50 del XVI secolo. Le migliori informazioni su questa tribù provengono dalle Memorie di Hernando de Escalante Fontaneda, uno di questi sopravvissuti. Fontaneda fece naufragio sulla costa orientale della Florida, probabilmente nelle Florida Keys, intorno al 1550, quando aveva tredici anni. Sebbene molti altri sopravvissero al naufragio, solo Fontaneda fu risparmiato dalla tribù stanziata nel territorio in cui sbarcarono: i guerrieri uccisero tutti gli uomini adulti. Fontaneda visse presso varie tribù nel sud della Florida per i successivi diciassette anni, prima di essere trovato dalla spedizione di Menendez de Avilés.
Nel 1566 Pedro Menéndez de Avilés, fondatore di St. Augustine, entrò in contatto con i Calusa e strinse un difficile rapporto di pace con il loro capo Caluus, o Carlos. Menéndez sposò sua sorella, che prese il nome di battesimo di Doña Antonia dopo la conversione. Prima di lasciare la capitale dei Calusa, Menéndez vi insediò una guarnigione di soldati e una missione gesuita, San Antón de Carlos. Tuttavia, ben presto scoppiarono le ostilità e i soldati spagnoli uccisero Carlos, il suo successore Felipe e molti dei «nobili» prima di abbandonare il forte e la missione nel 1569.
Per più di un secolo dopo l'avventura di Avilés, i contatti tra gli spagnoli e i Calusa furono sporadici. Tornati nell'area nel 1614, gli spagnoli attaccarono i Calusa nell'ambito di uno scontro che vide questi ultimi contrapposti ad altre tribù alleate degli spagnoli stanziate intorno alla baia di Tampa. Una spedizione spagnola andata a riscattare alcuni uomini fatti prigionieri dai Calusa nel 1680 fu costretta a tornare indietro: le tribù limitrofe si rifiutarono di fare da guida agli spagnoli, per paura di ritorsioni da parte dei Calusa. Nel 1697 i missionari francescani stabilirono una missione tra i Calusa, ma se ne andarono dopo pochi mesi.
Dopo lo scoppio della guerra tra Spagna e Inghilterra nel 1702, le scorrerie dei predoni indiani Creek (o Uchise) e Yamasee, alleati con la provincia della Carolina, iniziarono a raggiungere la penisola della Florida. I coloni della Carolina avevano fornito armi da fuoco a Creek e Yamasee, ma i Calusa, che avevano scelto di vivere in completo isolamento dagli europei, ne erano sprovvisti. Decimati dalle nuove malattie infettive introdotte nelle Americhe dagli europei e dalle incursioni dei cacciatori di schiavi, i Calusa sopravvissuti si ritirarono a sud e ad est.
Nel 1711 gli spagnoli fecero fuggire 270 indiani, tra cui molti Calusa, dalle Florida Keys a Cuba (dove poco dopo quasi 200 morirono). Altri 1700 rimasero nel loro territorio. Nel 1743 gli spagnoli fondarono una missione nella baia di Biscayne per soccorrere i sopravvissuti di diverse tribù, inclusi i Calusa, che si erano radunati lì e nelle Florida Keys. La missione venne chiusa dopo pochi mesi.
Quando la Spagna cedette la Florida al Regno di Gran Bretagna, nel 1763, gli spagnoli trasferirono gli ultimi sopravvissuti delle tribù del sud della Florida a Cuba. Sebbene sia possibile che alcuni Calusa siano rimasti in loco e siano stati assorbiti dai Seminole, nessuna documentazione lo conferma. Le stazioni di pesca (ranchos) cubane operarono lungo la costa sud-occidentale della Florida dal XVIII secolo fino alla metà del XIX. Alcuni degli «indiani spagnoli» (spesso di origine mista ispano-indiana) che vi lavoravano probabilmente discendevano dai Calusa.